# Gram Herred
Gram Herred (tysk: Gramm Harde) hørte i middelalderen til Barvid Syssel. Senere kom herredet under Haderslev Amt.
I herredet ligger følgend sogne:
- Hammelev Sogn – (Vojens Kommune)
- Jegerup Sogn – (Vojens Kommune)
- Jels Sogn – (Rødding Kommune)
- Maugstrup Sogn – (Vojens Kommune)
- Nustrup Sogn – (Vojens Kommune)
- Oksenvad Sogn – (Vojens Kommune)
- Skrydstrup Sogn – (Vojens Kommune)
- Sommersted Sogn – (Vojens Kommune)
- Vedsted Sogn – (Vojens Kommune)
- Vojens Sogn – (Vojens Kommune)